# ملاستوماتاسه
ملاستوماتاسه (نام علمی: Melastomataceae)، خانواده‌‌ای از گیاهان گل‌دار دولپه است که بیشتر در مناطق گرمسیری یافت می‌شود (دو سوم جنس‌ها از مناطق استوایی جهان جدید هستند) که شامل ۱۷۵ جنس و ۵۱۱۵ گونه شناخته شده. ملاستوم‌ها گیاهان یک‌ساله یا چندساله، درختچه‌ها یا درختان کوچک هستند.

## شرح
برگ‌های ملاستوم‌ها تا حدودی متمایز هستند، متقابل، متقاطع و معمولاً دارای ۳-۷ رگبرگ طولی هستند که یا از قاعده تیغ بیرون می‌آیند، ورقه‌ای (ورقه‌های داخلی که از پایه تیغه جدا می‌شوند) یا با سه جفت یا بیشتر عصب‌دار هستند، وریدهای اولیه که از ورید میانی در نقاط متوالی بالای قاعده جدا می‌شوند. گل‌ها کامل هستند و به‌صورت منفرد یا در انتهای یا زیربغل و به شکل گل‌آذین هستند.

## بوم‌شناسی
تعدادی از ملاستوم‌ها به عنوان گونه‌های مهاجم در نظر گرفته می‌شوند که زمانی در محیط‌های استوایی و نیمه‌استوایی خارج از محدوده طبیعی خود بومی شدند. برای نمونه می‌توان به میکونیا حاشیه‌دار (Miconia crenata)، میکونا مخملی (Miconia calvescens) و پلِروما شاه‌زاده (Pleroma semidecandrum) اشاره کرد، اما بسیاری از گونه‌های دیگر درگیر هستند.

## آرایه‌شناسی
تحت سیستم طبقه‌بندی ای‌پی‌جی سوم (APG III)، هفت جنس از ملاستوماتاسه اکنون در این خانواده قرار می‌گیرند.

## جنس‌ها
تا ماه مه ۲۰۲۲ حدود ۱۷۵ جنس پذیرفته شده در خانواده ملاستوماتاسه وجود دارد. آنها عبارتند از:

## علوفه جویی
ملاستوماتاسه توسط بسیاری از زنبورهای بی‌نیش، مخصوصاً توسط گونه مِلیپونا دورنگ (Melipona bicolor) که گرده‌ها را از این آرایه گیاهان گل‌دار جمع‌آوری می‌کند، جستجو می‌شود.